# Ayenia krapovickasii
Ayenia krapovickasii är en malvaväxtart som beskrevs av Cristobal. Ayenia krapovickasii ingår i släktet Ayenia och familjen malvaväxter. Inga underarter finns listade i Catalogue of Life.